# Rosans
Rosans je naselje in občina v jugovzhodnem francoskem departmaju Hautes-Alpes regije Provansa-Alpe-Azurna obala. Leta 2006 je naselje imelo 521 prebivalcev.

## Geografija
Kraj leži v pokrajini Daufineji tik ob meji s sosednjo regijo Rona-Alpe, 64 km zahodno od središča departmaja Gapa.

## Administracija
Rosans je sedež istoimenskega kantona, v katerega so poleg njegove vključene še občine Bruis, Chanousse, Montjay, Moydans, Ribeyret, Saint-André-de-Rosans, Sainte-Marie in Sorbiers s 1.087 prebivalci.
Kanton je sestavni del okrožja Gap.